# André Thyes
Andreas (André) Thyes (Luxemburg-Stad, 25 mei 1867 – aldaar, 3 april 1952) was een Luxemburgs kunstschilder en docent.

## Leven en werk
André Thyes was een zoon van Alphonse Thyes (1830-1914) en Louise Ewert (1836-1901), en een jongere broer van Marguerite Thyes. Zijn vader was technisch tekenaar bij de spoorwegen en daarnaast als landschapsschilder actief. Hij stimuleerde zijn zoon om niet voor de schilderkunst te kiezen, maar wetenschappelijk en technisch tekenen te studeren. André Thyes studeerde aan de Polytechnische school in München, de universiteit van Leuven en de Koninklijke Academie voor Schone Kunsten van Antwerpen. Vanaf 1894 tot aan zijn pensioen in 1933 gaf hij tekenles aan de Industrieschool in Luxemburg-Stad.
Thyes schilderde vooral impressionistische en pointillistische landschappen, in olieverf en aquarel. Hij behoorde in 1893 met zijn vader en onder anderen Pierre Blanc, Michel Engels, Michel Heiter, Franz Heldenstein, Jean-Pierre Huberty, Batty Weber en Jean-Baptiste Wercollier tot de stichtende leden van de kunstenaarsvereniging Cercle Artistique de Luxembourg (CAL). Hij was van 1904 tot 1906 voorzitter van de CAL, als opvolger van Antoine Hirsch. In 1915 won hij op de Salon du CAL, de jaarlijkse tentoonstelling van de vereniging, de Prix Grand-Duc Adolphe. Hij ontving diverse onderscheidingen, hij was officier in de Orde van de Eikenkroon, officier in de Orde van Verdienste van Adolf van Nassau en Officier de l'Academie. In 1928 werd hij benoemd tot erevoorzitter van de Cercle Artistique de Luxembourg. Ter gelegenheid van zijn 80e verjaardag in 1947 werd door de kunstenaarsvereniging een retrospectieve georganiseerd.
André Thyes overleed op 84-jarige leeftijd en werd begraven op de Cimetière Notre-Dame.

## Enkele werken

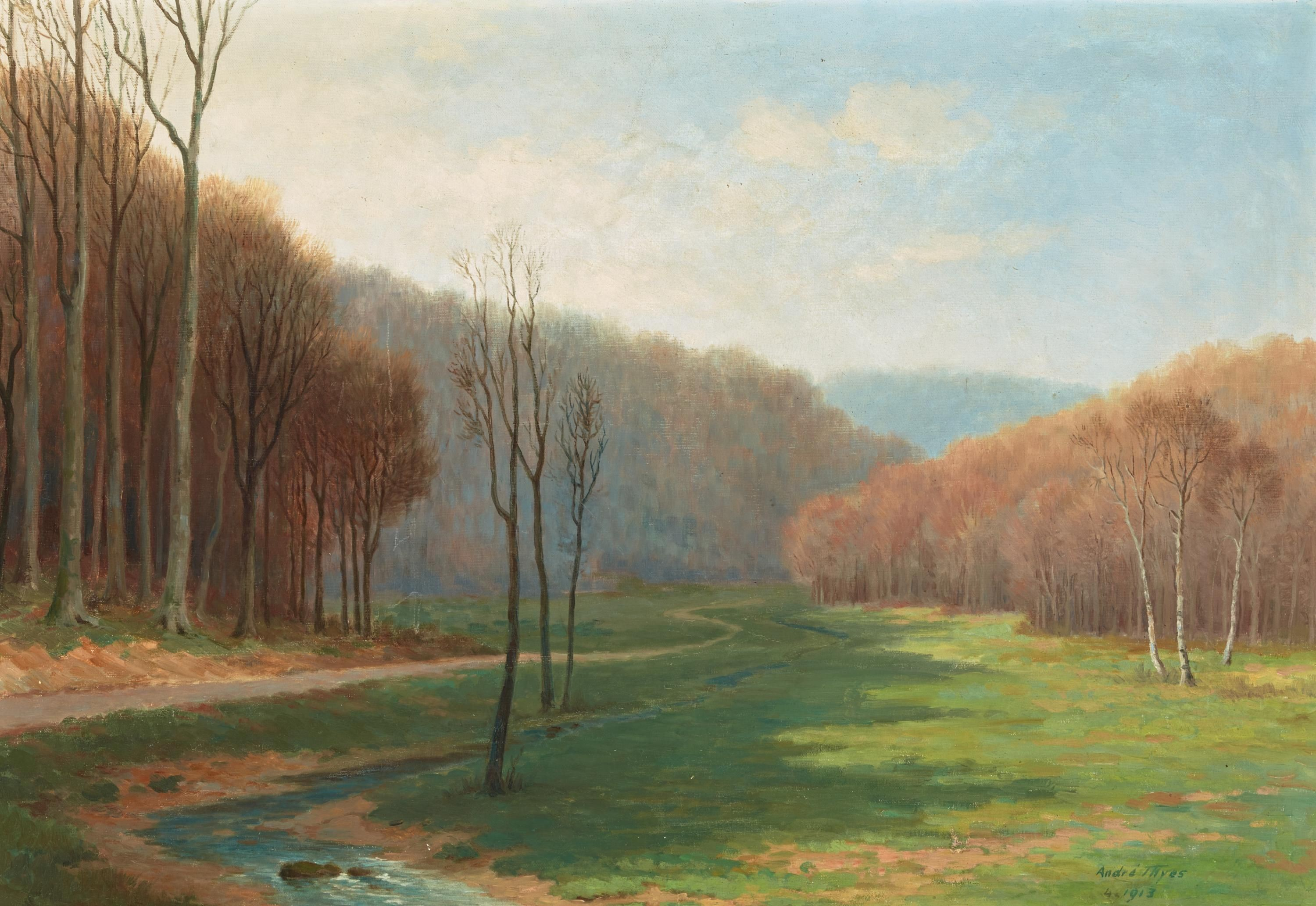
Paysage en avril 1913
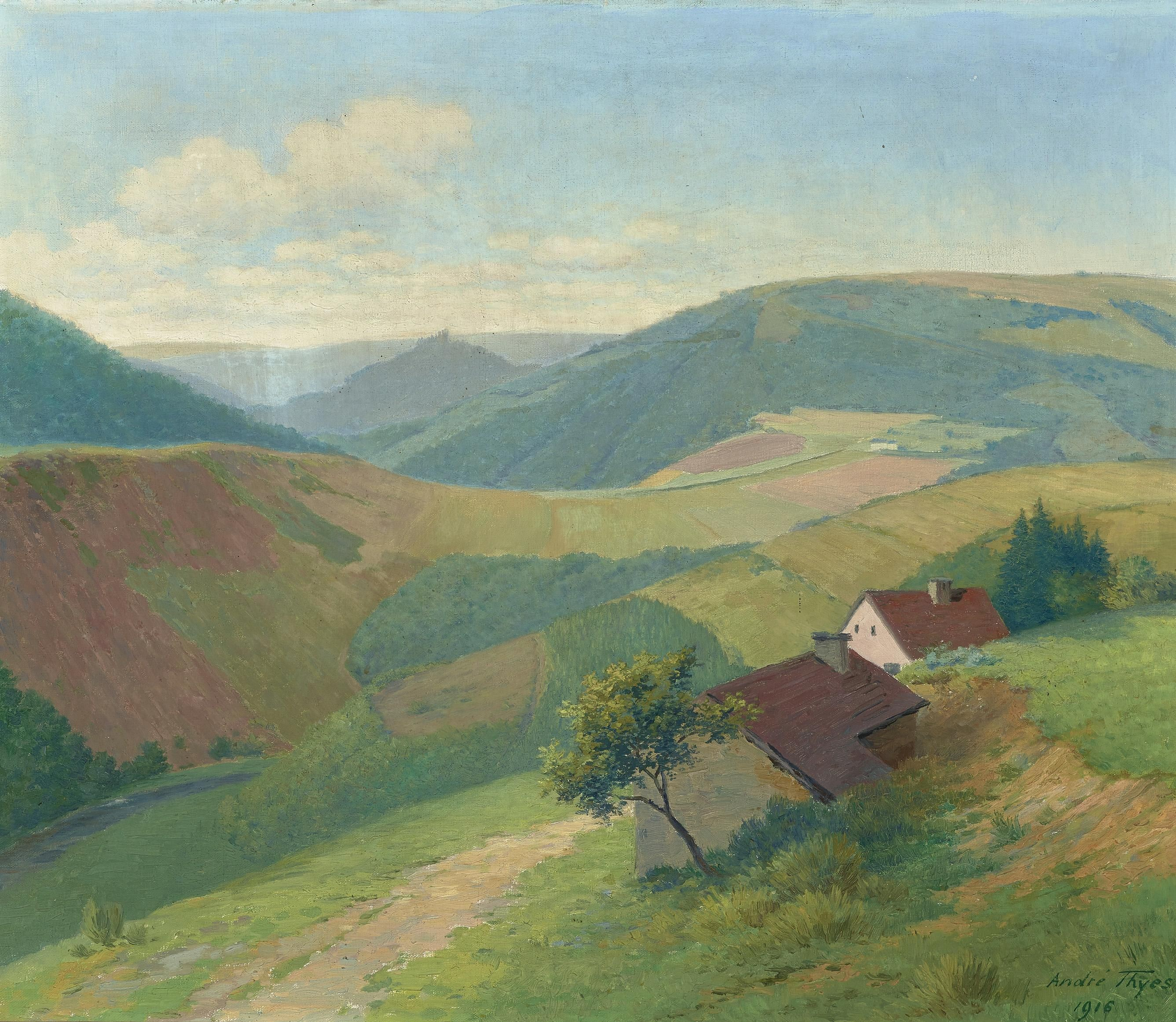
Environs de Schlindermanscheid - 1916
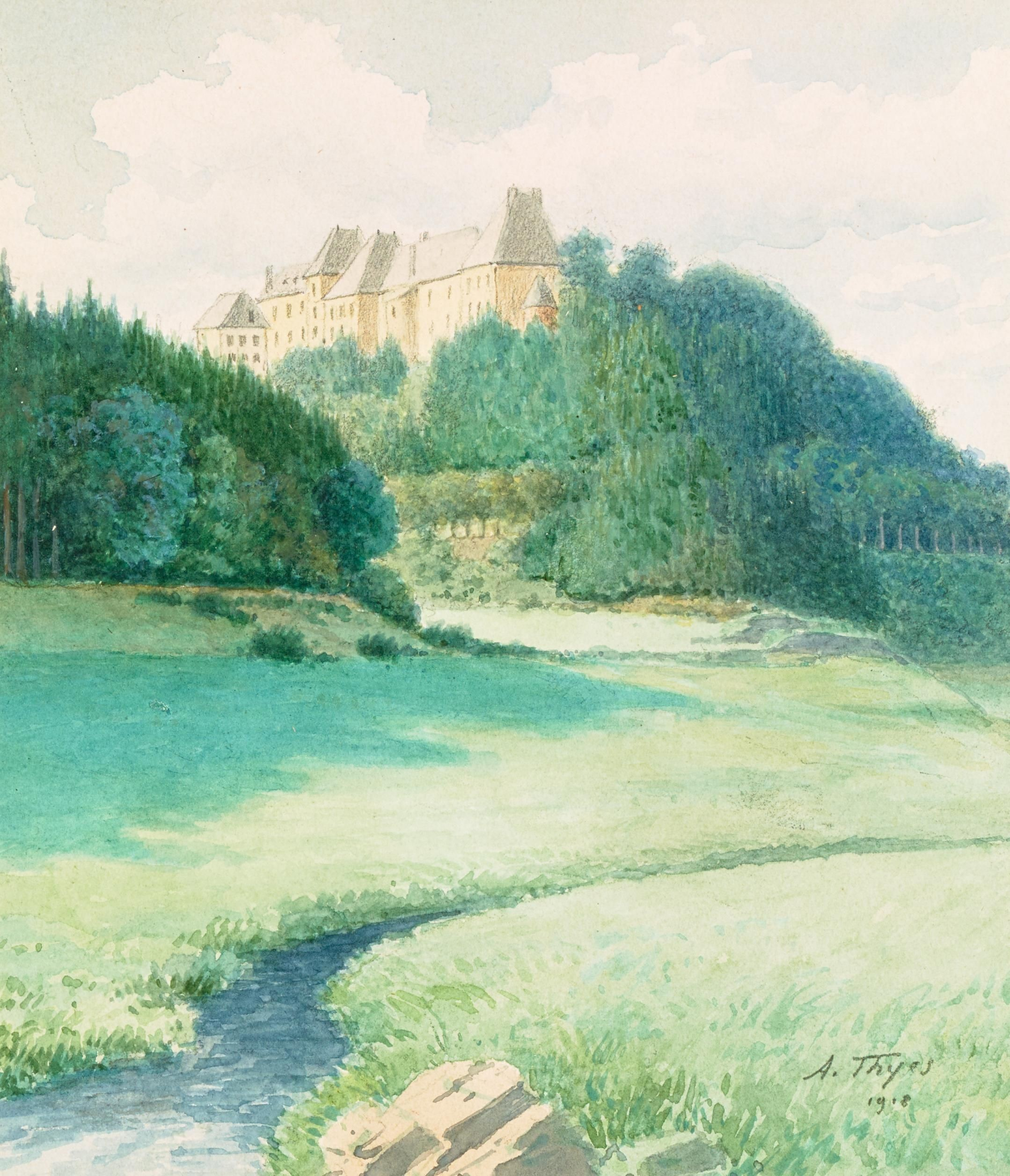
Château - 1918
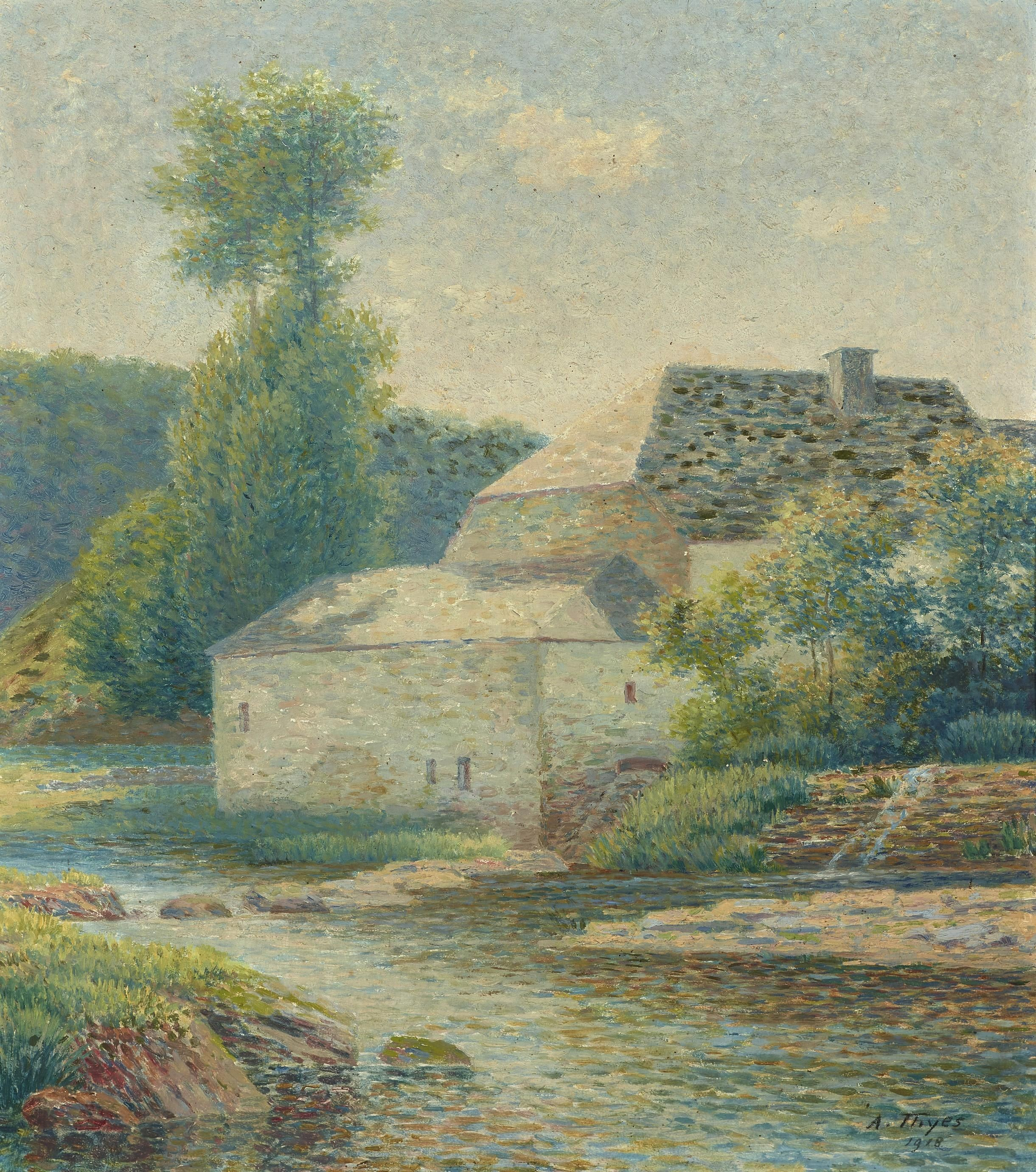
Moulin de Bigonville - 1918
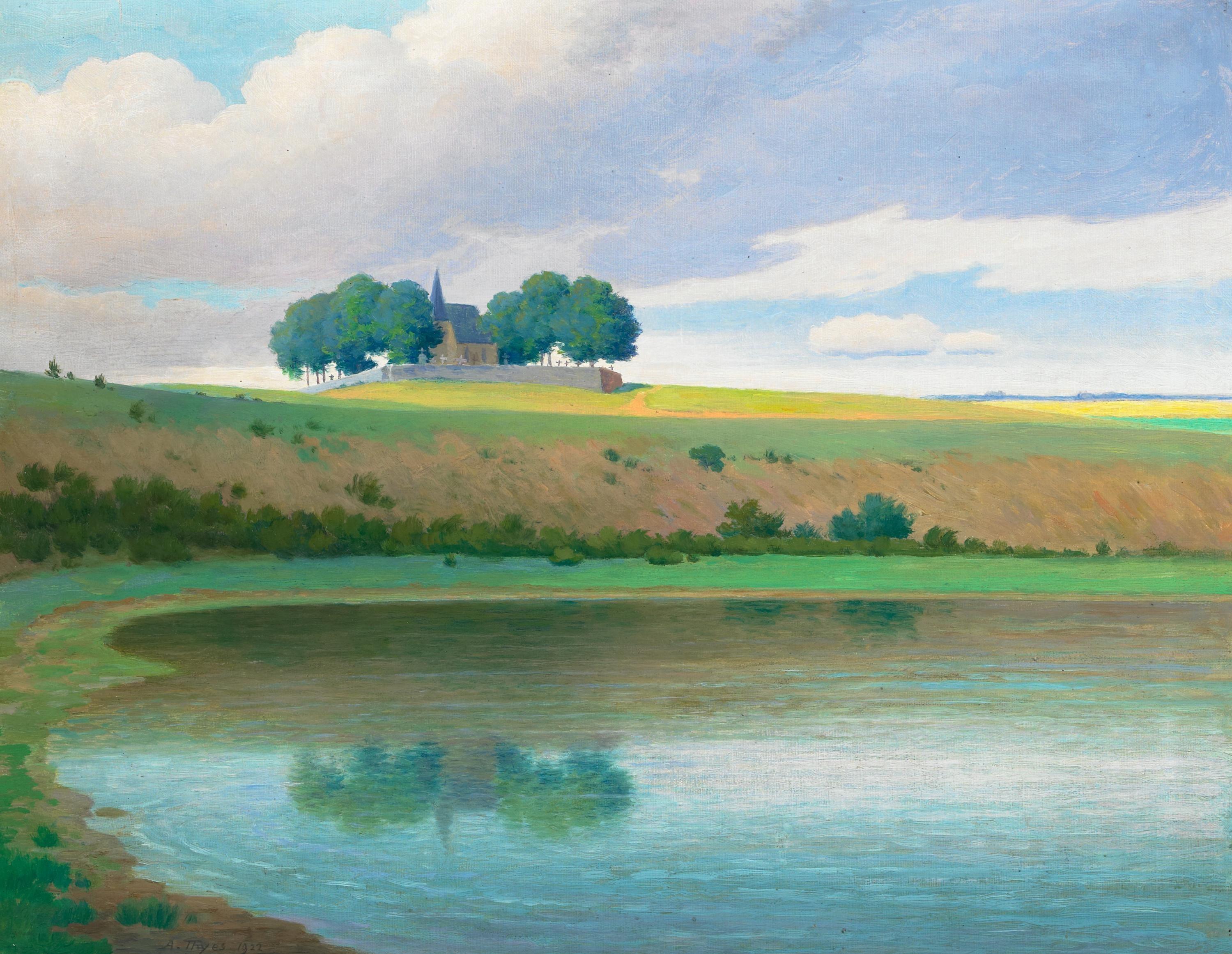
Paysage - 1922
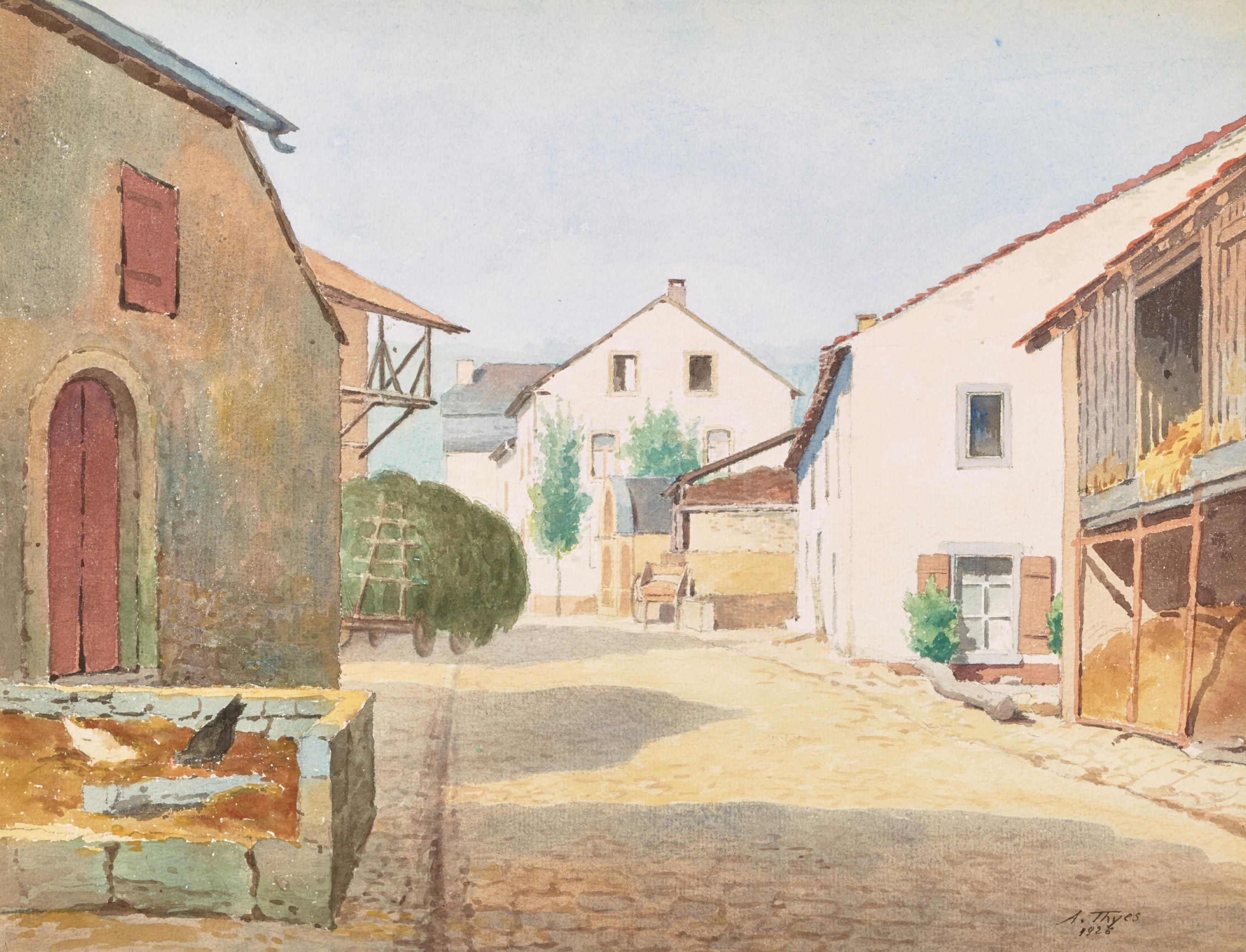
Rue de village - 1926

- Musée national d'archéologie, d'histoire et d'art: lkl000837